# 동아웨일주

동아웨일 주의 위치

동아웨일주(영어: Aweil East State)는 남수단 서부 바르알가잘 지방에 위치한 주로 주도는 와니조크이며 면적은 6,363.3km2, 인구는 529,100명(2014년 기준)이다.
2015년에 실시된 행정 구역 개편에 따라 북바르알가잘 주에서 분리되어 신설되었다. 동쪽으로는 트위크 주, 남동쪽으로는 고그리알 주, 남쪽으로는 아웨일 주, 서쪽으로는 롤 주와 접하며 북동쪽으로는 아비에이(수단과 남수단 간의 분쟁 지역), 북쪽으로는 수단과 국경을 접한다. 1개 시, 5개 군을 관할한다.